# Brinjahe
Brinjahe er en kommune og en by i det nordlige Tyskland, beliggende i den sydlige del af Kreis Rendsborg-Egernførde i Amt Jevenstedt. Kreis Rendsborg-Egernførde ligger i den centrale del af delstaten Slesvig-Holsten.

## Geografi
Brinjahe ligger i Naturpark Aukrug omkring 15 km syd for Rendsborg ved Bundesstraße 77 mod Itzehoe. Nordvest for Brinjahe løber Kielerkanalen.